# Observatorio Astronómico de Córdoba

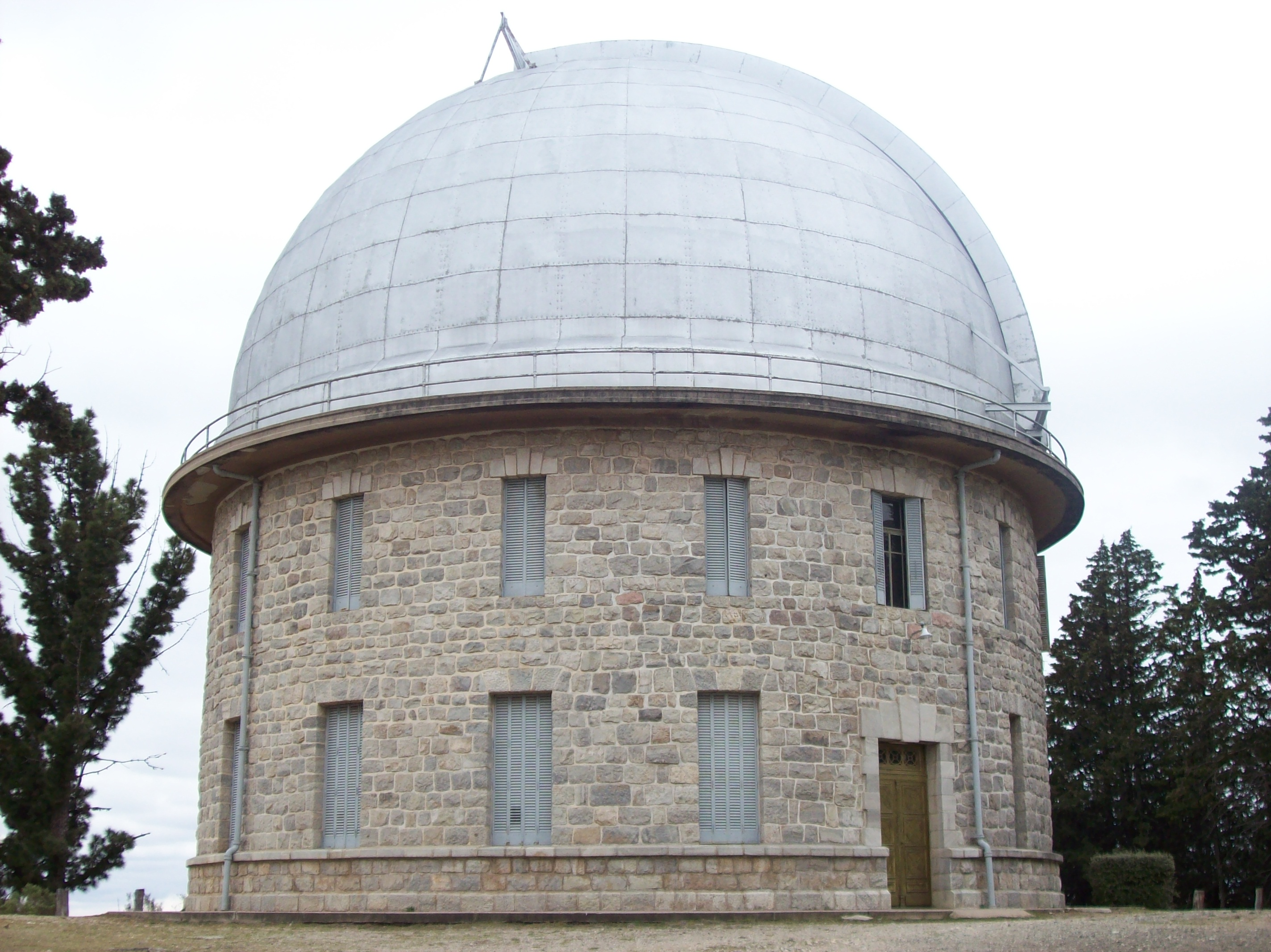
Observatorio Astronómico de Bosque Alegre, vinculado al observatorio desde 1942.

El Observatorio Astronómico de Córdoba es una institución de investigación, docencia y extensión astronómica argentina perteneciente a la Universidad Nacional de Córdoba, fundada el 24 de octubre de 1871 por el presidente Domingo F. Sarmiento y gestiones de su Ministro Nicolás Avellaneda, quien permitió a su pueblo tener un contacto directo con la astronomía.

## Historia
El inicio de estudios astronómicos en la Argentina es obra indiscutible de Domingo Faustino Sarmiento. Cuando era representante de su país en Estados Unidos, tuvo oportunidad de conocer al astrónomo Benjamín Apthorp Gould, quien teniendo por entonces deseos de viajar a la Argentina para realizar estudios estelares del hemisferio Sur, ofreció con ese fin sus servicios científicos.
Ya instalado como presidente de su país, Sarmiento invitó en 1869 al eminente científico y sus asistentes contratados, a viajar a la Argentina prestándose todo su apoyo para organizar un observatorio. Gould llegó a Buenos Aires en 1870 y tuvo que esperar pacientemente la llegada de los aparatos encargados a una firma europea. Pero, en la espera del instrumental científico, comenzó a simple vista y con ayuda de un anteojo de teatro, un mapa del cielo austral que el 24 de octubre de 1871, fecha de inauguración del Observatorio Astronómico de Córdoba, contaba con más de 7000 estrellas registradas, posteriormente publicado bajo el nombre de Uranometría Argentina en 1877.
Como director del observatorio su labor de organizador y científico se prolongó hasta 1885, año que marca su regreso a Estados Unidos. Entre sus trabajos debemos mencionar el estudio de estrellas de hasta magnitud 10, que derivaron en las publicaciones Catálogo de Zonas (1884), donde dejó registradas más de 70 000 estrellas del hemisferio austral, y el Catálogo General Argentino que contiene alrededor de 35 000 estrellas cuyas posiciones fueron fijadas con muy buena precisión.
Fue también gracias a Gould que en el observatorio se tomaron las que serían unas de las primeras fotografías estelares del mundo. Para este trabajo se tomaron cientos de placas de cúmulos estelares abiertos del hemisferio sur con el “Gran Ecuatorial”, telescopio refractor de 28 cm de diámetro, que posteriormente se midieron para determinar las posiciones de sus estrellas. Esta obra fue la primera sistemática y de envergadura que se realizó en astronomía empleando la técnica fotográfica. Se publicó en 1896 con el nombre fotografías cordobesas.
La publicación de los primeros mapeos importantes del cielo austral tuvo su punto culminante con la conclusión en 1908 del monumental Córdoba Durchmusterung. Este catálogo de 613.718 estrellas es aun  hoy la base para un punto de referencia obligado en la historia de la Astronomía mundial.
Entre los más destacados aportes realizados por el Observatorio Astronómico de Córdoba a principios del siglo XX debe mencionarse el de la confección, junto con observatorios de otras latitudes, del primer gran relevamiento fotográfico de los cielos ("Carte du Ciel"), y la determinación, junto con 35 observatorios de todo el mundo, de la órbita del asteroide Eros, tarea ésta que permitió mejorar substancialmente la determinación de la distancia Tierra - Sol.

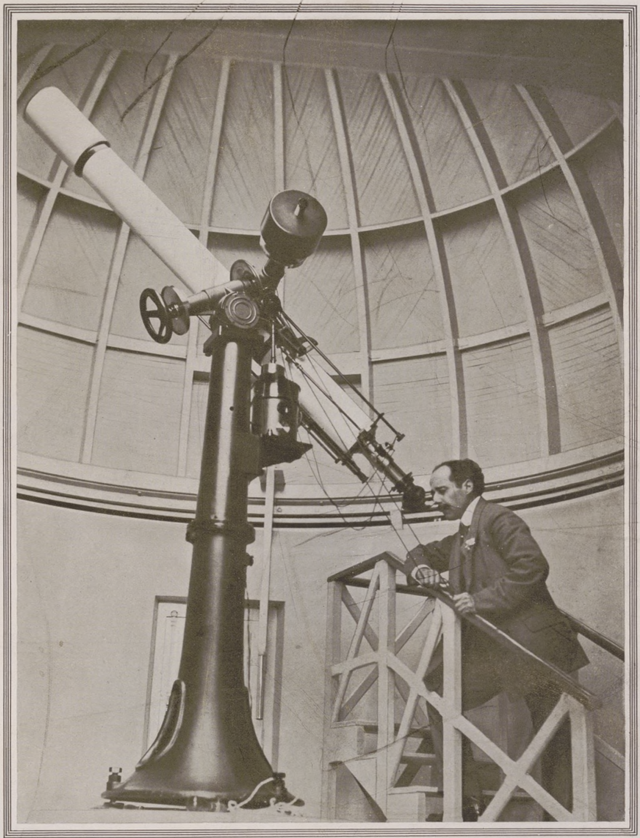
Martín Gil en 1917.

Históricamente, el Observatorio Astronómico de Córdoba realizó aportes no sólo en el área de la astronomía, también los hizo en distintos aspectos sociales:
- Los catálogos estelares de precisión analizados con el Círculo Meridiano desde la época de Gould han servido para la determinación de la hora y para la navegación en todo el hemisferio austral.[2]
- El servicio Meteorológico Nacional, que tuvo su origen en la Oficina Meteorológica creada por Sarmiento a propuesta de Gould en 1872, como parte del Observatorio Astronómico de Córdoba. También bajo la dirección de Gould, se realizaron las primeras determinaciones precisas de diferencias de longitud y de altura entre Buenos Aires, Rosario, Córdoba, Santiago de Chile. Y las primeras operaciones exactas de contraste de pesas y medidas fueron hechas en el observatorio, por encargo del Gobierno Nacional. Además de mediciones del campo magnético terrestre.[2]
- El servicio telegráfico de la hora oficial estuvo cargo del observatorio por muchos años, pasando luego al Observatorio Naval.

Bajo la dirección de Enrique Gaviola (entre 1940 y 1947 y de 1956 a 1957) el Observatorio Astronómico de Córdoba se transformó en un centro científico de primer orden, con el diseño y construcción de la Estación Astrofísica de Bosque Alegre inaugurada en 1942. La misma está situada en las Sierras Chicas, a 25 kilómetros de la ciudad de Alta Gracia, a 1250 metros sobre el nivel del mar. Hizo que el observatorio se vinculara con la Asociación Física Argentina y consiguió personal y científicos de dedicación exclusiva además de un excelente taller de óptica. Allí se formaron entre otros Mario Bunge, Ernesto Sabato y José Antonio Balseiro.
Actualmente en esta institución se desarrollan tareas de investigación científica, docencia de pre y posgrado y actividades de extensión a la comunidad. En la Estación Astrofísica de Bosque Alegre se realizan observaciones con instrumental de fotometría y espectroscopia.
Desde 1955 el observatorio astronómico y su estación astrofísica dependen de la Universidad Nacional de Córdoba.
La Unión Astronómica Internacional le ha asignado el Código 822.

## Investigación y desarrollo instrumental

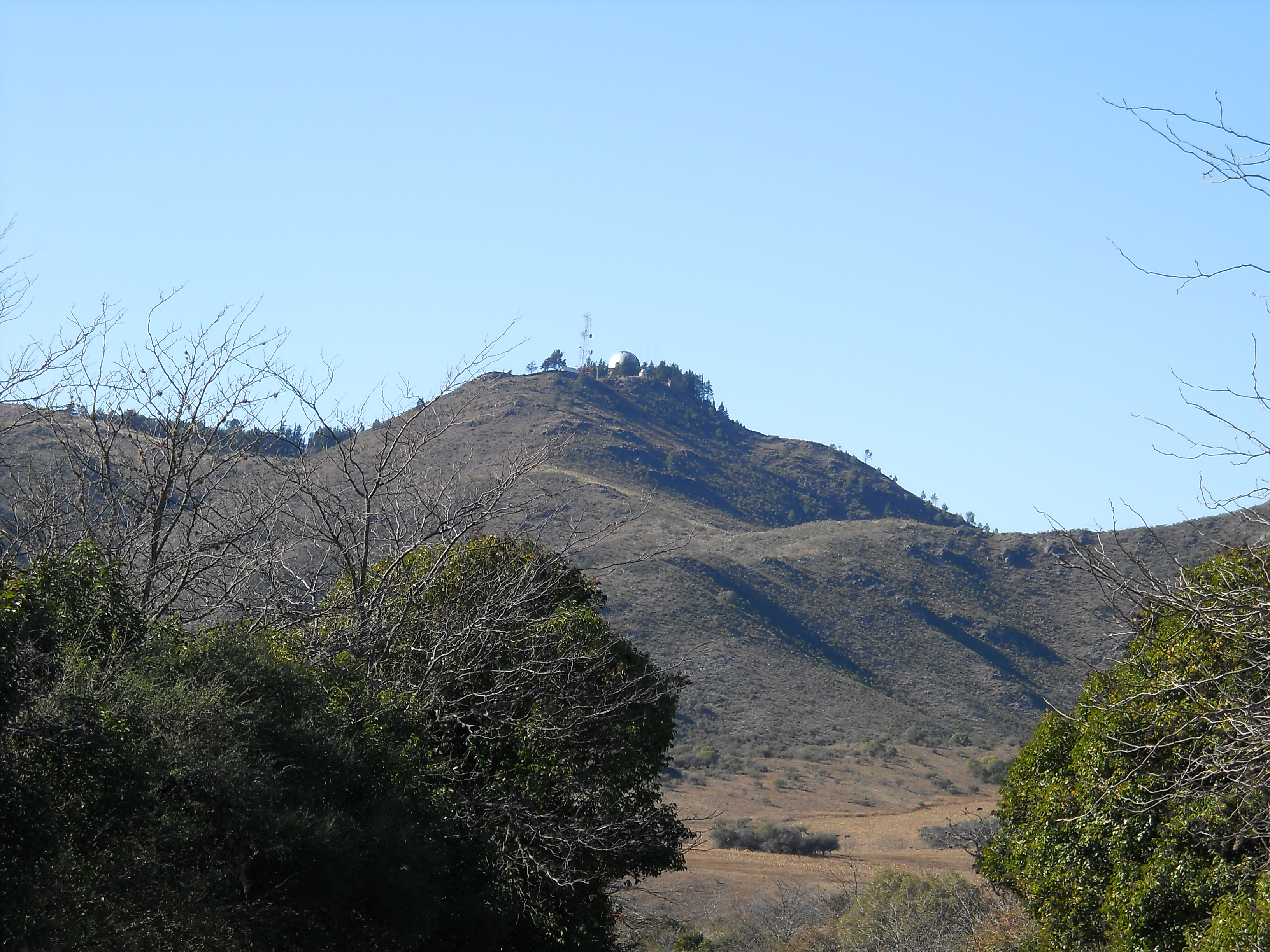
Vista del Observatorio de Bosque Alegre desde la ladera Oeste de la Sierras Chicas.

Los investigadores de esta Institución están en su mayoría formados en la Universidad Nacional de Córdoba y especializados en los centros de mayor nivel académico del mundo. En el Observatorio Astronómico de Córdoba se realizan investigaciones en astronomía desde distintas perspectivas: observacional, estadística, teórica y de desarrollo instrumental. Las principales áreas en las que se centran los estudios son: 'Física Solar', 'Sistemas Planetarios', 'Astrofísica Estelar', 'Astrometría, instrumentación y técnicas observacionales', 'Medio Interestelar y Estructura galáctica', 'Astronomía Extragaláctica y Cosmología' y 'Historia de la astronomía'.
Los resultados de estas investigaciones son dados a conocer en publicaciones internacionales y en reuniones científicas dentro de las correspondientes áreas.
El Observatorio Astronómico de Córdoba cuenta con personal técnico y de Ingeniería que desarrolla técnicas e instrumentos necesarios para la investigación astronómica. El personal de instrumentación ha construido completamente un telescopio de 0.76 metros de diámetro que en 2012 ha sido instalado en una cúpula secundaria de la Estación Astrofísica de Bosque Alegre. Además, participan activamente de la construcción de un nuevo observatorio ubicado en Tolar Grande, en la provincia de Salta, y de la remotización de los telescopios disponibles tanto en la Estación Astrofísica de Bosque Alegre como en la sede central del Observatorio Astronómico de Córdoba.

### Proyectos observacionales
Desde 1992, Argentina participa junto con Estados Unidos, Inglaterra, Canadá, Francia, Australia, Brasil y Chile como país huésped, en un convenio internacional denominado Proyecto Gemini, el cual consistió en la construcción de dos grandes telescopios de 8 metros de diámetro cada uno, ubicados en Hawái y Chile. El tiempo de observación en ambos telescopios es compartido por los astrónomos de los países participantes con una fracción de tiempo proporcional al aporte económico que cada país realiza. Argentina cuenta con el 2.5% del tiempo total disponible para ciencia en cada telescopio. Estos poderosos telescopios comenzaron a operar a fines del siglo pasado y significaron un nuevo y gran paso hacia el conocimiento.
La globalización ha permitido modificar la forma en la que la información es obtenida y analizada. Los astrónomos observacionales del Observatorio Astronómico de Córdoba tienen acceso a distintos observatorios del mundo mediante la presentación de un proyecto de observación que está sujeto a la evaluación por sus pares para la asignación de tiempo de observación. En algunos observatorios internacionales, se realizan observaciones "a distancia", es decir, que esos observatorios tienen ingenieros operadores de los telescopios, quienes son los encargados de realizar las observaciones, y luego los datos recopilados son enviados a los investigadores líderes del proyecto presentado, por lo que no es indispensable el traslado de los astrónomos a los sitios de observación.
Los astrónomos del OAC tienen además la posibilidad de utilizar las facilidades del telescopio de 2,15 metros de diámetro del Complejo Astronómico 'El Leoncito', ubicado en San Juan, y del telescopio de 1,54 metros de diámetro de la Estación Astrofísica de Bosque Alegre perteneciente al Observatorio Astronómico de Córdoba.
Con motivo de cumplirse 70 años de la Estación Astrofísica de Bosque Alegre, durante el mes de noviembre de 2012 se llevaron a cabo algunas obras de remodelación de dos de las cúpulas menores. En una de ellas se instaló un telescopio CELESTRON de 11 pulgadas provisto por Instituto de Astronomía Teórica y Experimental (IATE), robotizado, denominado Observatorio Remoto Bosque Alegre (ORBA), y en la segunda cúpula un telescopio de 0,76 m de diámetro bautizado "Charles Perrine"
El 5 de mayo de 2013, el Minor Planet Center le asignó al ORBA el código de Observatorio MPC X13.

## Docencia y formación de recursos humanos
Si bien el Observatorio no es una unidad académica, los investigadores del Observatorio Astronómico que tienen cargos docentes de la Universidad Nacional de Córdoba participan en la distribución docente de la Facultad de Matemática, Astronomía y Física (FaMAF) con la cual existe un convenio que establece este acuerdo. Los docentes del OAC dictan materias de grado y posgrado en las carreras de FaMAF, como así también en las distintas unidades académicas con las que FaMAF tiene convenios.
Los investigadores del Observatorio se desempeñan como directores/codirectores en los trabajos finales y tesis de los alumnos de la Licenciatura en Astronomía y el Doctorado en Astronomía, ambas carreras pertenecientes a la FaMAF.

## Extensión y divulgación de la astronomía

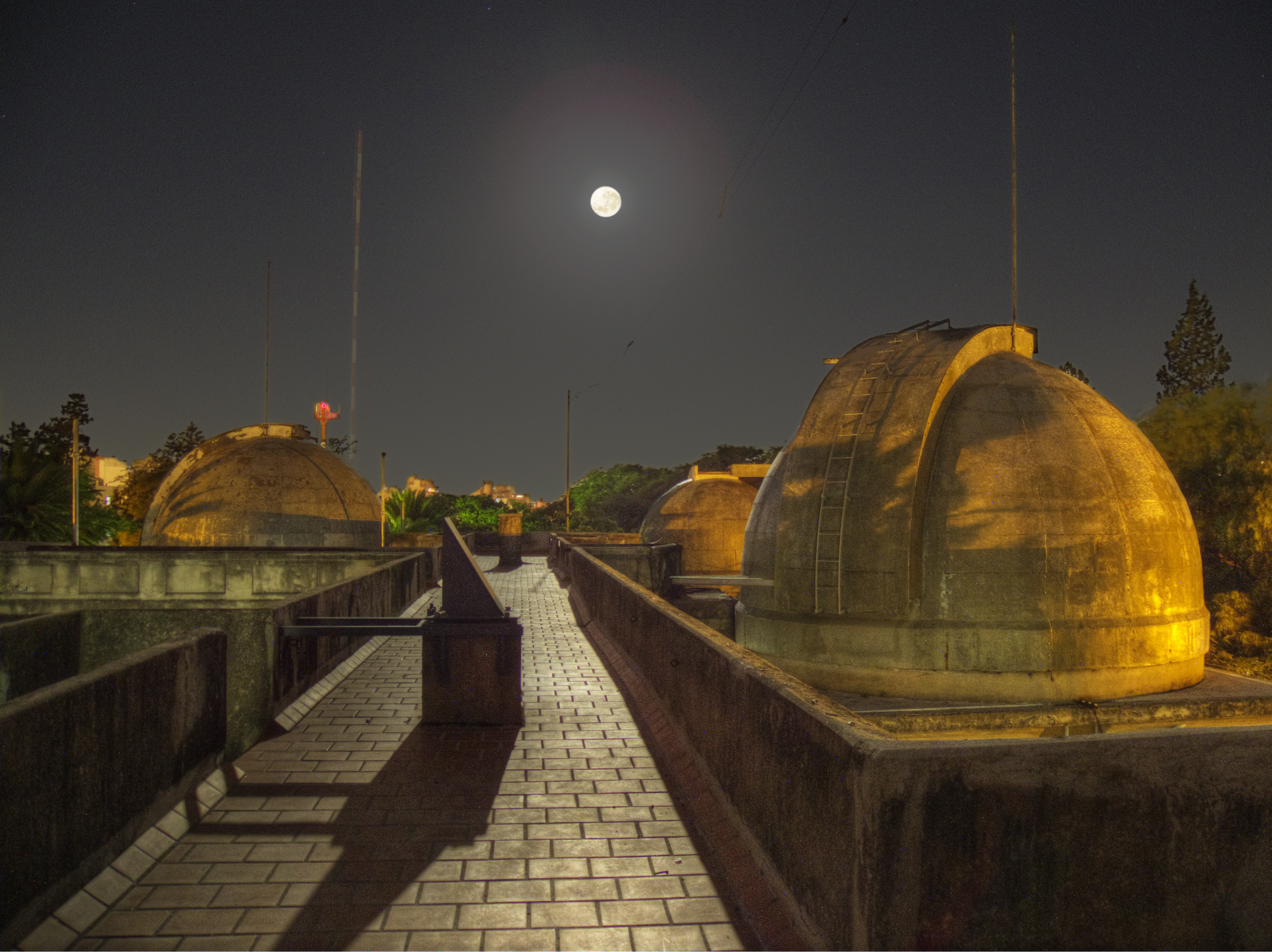
Observatorio Astronómico Córdoba - Noche

Históricamente esta institución se ha destacado por su labor divulgativa de la astronomía con el objetivo de ayudar a la comunidad a entender las maravillas del Universo y la importancia de la ciencia en la vida cotidiana. Además, en concordancia con la política extensionista impulsada por la Universidad Nacional de Córdoba durante la gestión de la Dra. Carolina Scotto, se han sumado proyectos de extensión orientados principalmente a la enseñanza de la astronomía en los niveles preuniversitarios.
Desde el OAC se llevan a cabo los siguientes programas:
- Grupo de Astrometría y Fotometría en el que participan investigadores, astrónomos aficionados, estudiantes y docentes preuniversitario que contribuyen a las investigaciones científicas mundiales.
- Olimpíada Argentina de Astronomía destinada a estudiantes de nivel secundario y para establecimientos con modalidad especial
- Cursos de articulación con puntaje docente destinados a docentes de nivel secundario
- Talleres sobre el manejo de telescopios portátiles

Entre las actividades de difusión que se desarrollan desde el Observatorio Astronómico hacia la comunidad en general se pueden mencionar:
- Atención al público en general en la sede central una vez por semana en horario vespertino
- Atención al público en general en la estación astrofísica de bosque alegre los fines de semana en horario diurno y nocturno
- Atención de visitas de establecimientos educativos en la sede central
- Atención de establecimientos educativos en la estación astrofísica de bosque alegre
- Telescopio itinerante por las distintas ciudades del interior de Córdoba y Argentina
- Conferencias para todo público una vez por mes
- Conferencias itinerantes en establecimientos educativos de la ciudad de Córdoba.
- Difusión diaria de la astronomía, la ciencia en general, y las actividades del OAC por medio de redes sociales (Facebook, G+, blog, Twitter).

## Directores
| Dr. Benjamin Apthorp Gould                  | 1871 - 1885 |
| Sr. John Macon Thome                        | 1885 - 1908 |
| Ing. Eleodoro Sarmiento (Interino)          | 1908 - 1909 |
| Dr. Charles Dillon Perrine                  | 1909 - 1936 |
| Ing. Félix Aguilar (Interventor)            | 1936 - 1937 |
| Sr. Juan José Nissen                        | 1937 - 1940 |
| Dr. Ramón Enrique Gaviola                   | 1940 - 1947 |
| Dr. Ricardo P. Platzeck (Interino)          | 1947 - 1951 |
| Sr. Jorge Bobone (Interino)                 | 1951 - 1953 |
| Dr. Jorge Sahade                            | 1953 - 1955 |
| Sr. Jorge Bobone                            | 1955 - 1956 |
| Dr. Ramón Enrique Gaviola                   | 1956 - 1957 |
| Dr. Livio Gratton                           | 1957 - 1960 |
| Dr. Jorge Landi Dessy (Interino)            | 1960 - 1971 |
| Dr. José Luis Sérsic (Director Sustituto)   | 1971 - 1972 |
| Dr. Luis Ambrosio Milone                    | 1972 - 1973 |
| Dr. Roberto Félix Sisteró                   | 1973 - 1976 |
| Dr. Carlos R. Fourcade (Director sustituto) | 1976        |
| Dr. Luis Ambrosio Milone                    | 1976 - 1982 |
| Dr. José Luis Sérsic                        | 1982 - 1983 |
| Dr. Gustavo J. Carranza                     | 1984 - 1995 |
| Dr. Juan José Clariá Olmedo                 | 1995 - 1998 |
| Dr. Gustavo J. Carranza                     | 1998 - 2002 |
| Dr. Luis Ambrosio Milone                    | 2002 - 2005 |
| Dr. Emilio Lapasset                         | 2005 - 2011 |
| Dr. Diego García Lambas                     | 2011 - 2017 |
| Dr. Manuel Merchán                          | 2017 - 2021 |
| Dra. Mercedes Gómez                         | 2021 -      |